# Чень Менцзя
Чень Менцзя (1911—1966), псевдонім Чень Маньцзай 陳漫哉 — видатний китайський історик, палеограф, поет. Закінчив життя самогубством через переслідування на початку «Культурної революції».

## Біографія
Народився у Нанкіні, 23-го дня 3-го місяця у третій рік ери Сюаньтун (останній рік існування династії Цін). Батько-християнин, Чень Цзіньюн 陈金镛 (1869—1938), працював редактором у методистськім видавництві в Шанхаї, куди вся родина переїхала, коли хлопцеві було вісім років. У родині було п'ятеро хлопців та стільки ж дівчат.
Менцзя навчався у початковій школі Св. Павла у Шанхаї. Весною 1920 року разом із старшою сестрою повернувся до Нанкіну, де закінчив середню школу та влітку 1927 поступив на юридичний факультет Центрального Республіканського Університету 國立中央大學.
Навесні 1928, під час подорожі до Ціндао, познайомився із Венєм Їдо 聞一多 (1899—1946). Разом з ним став членом поетичного товариства «Сіньюе» («Молодик», Crescent Moon Society) 新月社, яке існувало до смерті його засновника, славнозвісного поета на ім'я Сюй Чжимо 徐志摩 (1897—1931). У цей час, із допомогою вчителів та друзів, Чень надрукував свої перші вірши, які разом із творчістю інших поетів «Сіньюе» стали частиною Руху за нову культуру.
Починаючи з січня 1932, під час нападу сил Японської імперії на Шанхай (т.з. Інцидент 28 січня 一·二八事變, див. також Мукденський інцидент, який передував цим подіям), Чень активно виступав із антияпонською пропагандою. У березні того ж року прийняв запрошення Веня Їдо на посаду помічника професора у Республіканському університеті Ціндао, де розпочав вивчання написів цзяґувень. До 1936 року Чень навчався у декількох закладах, змінюючи їх черерз нестабільну політичну ситуацію та воєнну загрозу. Його вчителем став видатний палеограф Жун Ґен 容庚 (1894—1983). Того ж самого року Чень одружився з Чжао Ложуй 趙蘿蕤 (Zhào Luóruí, 1912—1998), поеткою та перекладачкою.
Із початком Другої японсько-китайської війни у 1937 республіканський уряд був релокований до Чанша. Разом з ним там тимчасово розташувався Республіканський Університет, до якого Чень був прийнятий на професорську кафедру.
У 1944 році Чень із жінкою отримали стипендію фонда Рокфеллерів на навчання в Університеті Чикаго. Влітку 1947 року він подорожував Америкою та Європою, збираючи матеріали про китайські бронзові артефакти у закордонних колекціях, а восени вже був призначений професором Університету Цінхуа.
Після заснування КНР (1949) вчений працював в редактурі головних видань по археології (Каоґу сюебао 《考古學報》, Каоґу тунсюнь《考古通訊》) та жив у добробуті. У 1956 році, на гроши від публікації енциклопедічної монографії по написам дин. Шан (《殷虛卜辞综述》) він купив будинок у пекінському хутуні, товаришував із новим сусідом, відомим колекціонером, поетом та науковцем на ім'я Ван Шисян 王世襄 (1914—2009).
У 1957 Чень надрукував статті із власними поглядами на проєкт реформи китайського письма, який активно обговорювався з 1950 року. Чень виступив проти спрощення ієрогліфів та вжитку латінізованої транскрипції (піньїнь). Реформа, спрямована на популяризацію освіти, мала підтримку від правлячої комуністичної партії. Під час «кампанії проти правих радикалів» (1957) Чень отримав звинувачення. Видавництво журналу «Каоґу сюебао» було припинено, але завдяки підтримці провідного археолога Ся Ная 夏鼐 (1910—1985) наукова діяльність Ченя деякий час продовжувалася: напочатку 60-х років він працював над написами дин. Хань. У 1962 році його працю по опису давньокитайських артефактів із закордонних колекцій було надруковано без вказівки на авторство, із назвою «Бронзові вироби нашої країни часів Шан та Чжоу, що були награбовані американськими імперіалістами».
Із початком Культурної революції Чень зазнав знущань. Після невдалої спроби самогубства снотворним (24 серпня 1966), він повісився.